# Uki (Australia)
Uki – miasto w Australii, w stanie Nowa Południowa Walia.